# Cephalodella latifulcrum
Cephalodella latifulcrum är en hjuldjursart som först beskrevs av Berzinš 1976.  Cephalodella latifulcrum ingår i släktet Cephalodella och familjen Notommatidae. Arten är reproducerande i Sverige. Inga underarter finns listade i Catalogue of Life.